# Castell de Burriac
El Castell de Burriac, o Castell de Sant Vicenç, és un castell que s'alça sobre el turó de Burriac, al terme Cabrera de Mar i tocant al d'Argentona, declarat bé cultural d'interès nacional, i un jaciment , inclòs a l'Inventari del Patrimoni Arqueològic i Paleontològic de Catalunya.
Per la seva situació és molt visible des de bona part del Maresme central. Ha estat un punt immillorable de guaita i control del territori.
Com a cim de 392 m, està inclòs a la llistat dels 100 cims de la FEEC.

## Arquitectura
És un castell medieval habilitat per a la visita, situat dalt d'un turó a 400 metres sobre el nivell del mar. Té sota seu un antic poblat ibèric.
Es tracta d'un recinte murat de planta irregular que s'adapta al terreny escarpat. La part jussana presenta un bastió, al costat de la porta principal, i un recorregut de muralla que clou un pati interior, destinat a estances de servei, bestiar i magatzem al nord, i un altre al sud. La part sobirana, o de residència, dominada per la torre de l'homenatge, de planta circular, on és també la cisterna d'època romana reutilitzada, i la zona de sales nobles en la part central i de llevant, amb la capella de sant Vicenç, flanquejada per la gran sala d'armes gòtica al costat sud i una altra sala al nord.
En general la configuració actual correspon al castell del segle xv. Només queden alguns testimonis de les construccions dels segles X-XI i la cisterna de l'època romana, que es va aprofitar en construccions posteriors
De la capella de Sant Vicenç queden restes de les voltes del temple. S'hi accedia des de dins del clos del castell i l'absis principal forma part del primer cercle emmurallat. Segons sembla, la part de la capella que resta és la part més primitiva, com la base de la torre i algunes de les parets, del segle xii. Segons l'escriptor Heribert Barallat (1878), la capella era dividida en dues meitats per un arc, que separava la construcció primitiva d'una altra de més moderna.
La torre de l'homenatge és de planta circular amb un mur d'1,25 m de gruix i uns 15 metres d'alçada. La porta d'accés és a 3 m del terra. A la torre s'hi accedia per una escala llevadissa o per un pont de balança. No fou emmerletada. La torre és dividida en dues parts per un pis fet de voltes encanyissades. La part inferior de la torre correspon al castell primitiu i fou modificada durant les diferents etapes de construcció del castell. La resta de la construcció correspon, igual que la capella, al segle xv.
Es conserva una de les tres cisternes del castell. És a la part sobirana, a peu de la torre. Pel seu estat de conservació sembla correspondre a èpoques més recents respecte a la construcció primitiva. En una altra de les cisternes del castell se suïcidà el jove poeta modernista Antoni Isern.

## Història

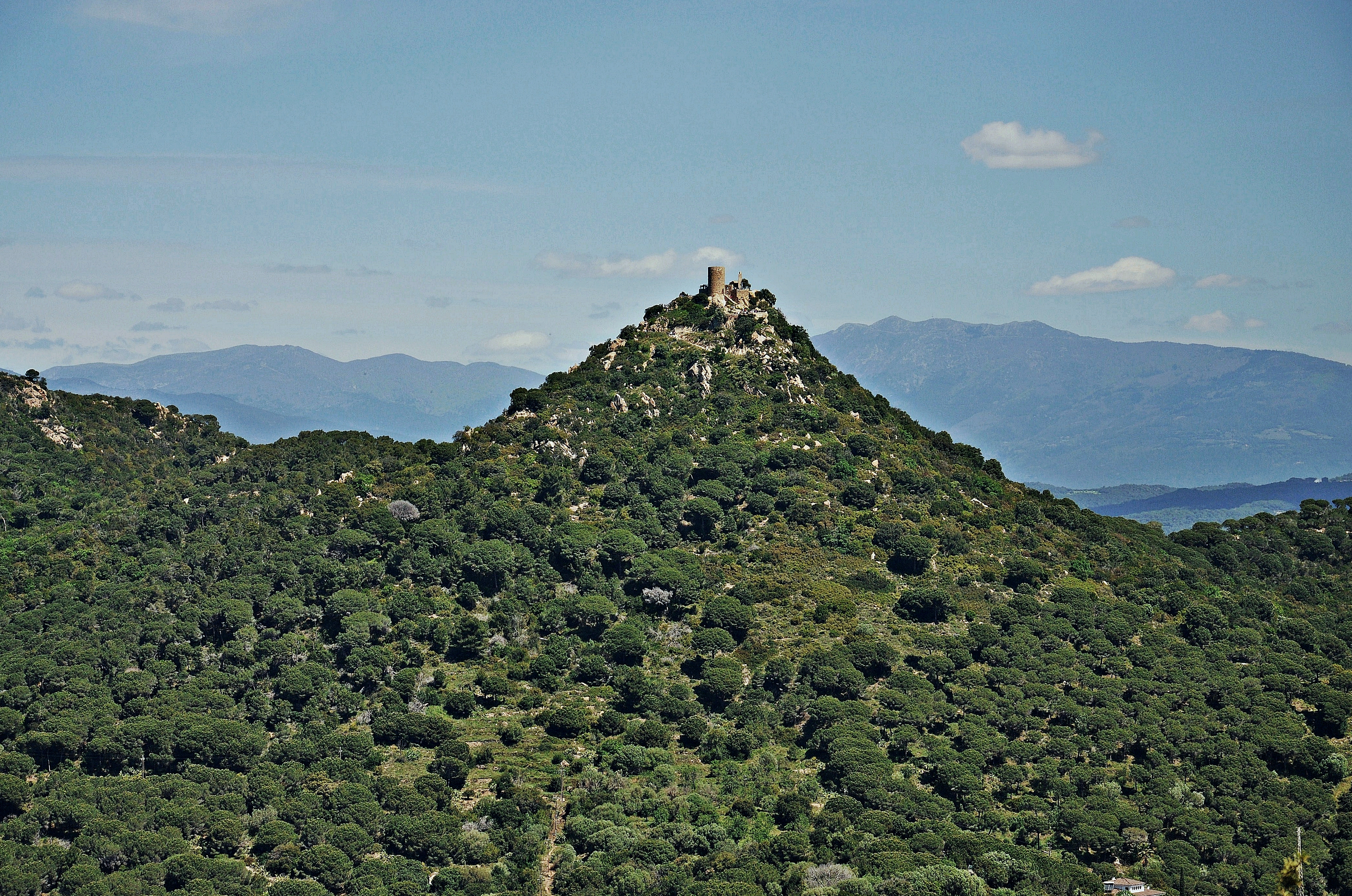
El castell de Burriac és un enclavament estratègic per al control del territori. Des d'aquí es controla visualment la costa i la plana del Maresme

El castell va ser construït sobre una torre de defensa anterior, d'època romana. La primera documentació que ens mostra l'existència del castell data de l'any 1017, en un document que Berenguer Ramon I va rebre de la comtessa Ermessenda, la seva mare. Aleshores s'anomenava Castell de Sant Vicenç. La denominació Castell de Burriac apareix per primera vegada l'any 1313.
Entre els segles xii i xiii van ser construïts la torre de l'homenatge, els magatzems i la capella.
Va ser propietat de la família dels Santvicenç en un principi (se n'havia dit Castell de Sant Vicenç fins al 1313) i a partir del segle xiv del llinatge Desbosc, ciutadans honrats de Barcelona i més tard nobles [Gascón (2011)].
L'any 1471 el castell va passar a mans de Pere Joan Ferrer i des Torrent, que es feia titular "baró del maresme". La baronia del Maresme comprenia els antics termes de Mataró, Cabrera, Argentona, Vilassar i Premià, la jurisdicció sobre els quals va ser concedida a Pere Joan Ferrer pel rei Joan II. Les forques, símbol visible de l'autoritat de Pere Joan Ferrer, s'alçaven dalt d'un turó veí, conegut com el turó de l'infern. Pere Joan Ferrer va residir al castell de Burriac i va fer-hi diverses obres (ampliació del recinte sobirà amb més cambres, quadres i magatzems del recinte jussà, nou cinturó de muralles) fins a donar-li la seva configuració quasi definitiva.
El 1532 la propietat del castell va retornar a la família Desbosc, fins a l'any 1671. Cap al segle xviii, el castell va deixar d'utilitzar-se definitivament, però no va ser fins al 1836 que va cessar l'activitat de la capella. Les fotografies de finals del segle xix i començaments del segle xx ja el mostren enrunat. Fou comprat per l'ajuntament de Cabrera de Mar l'any 1990.

## Excavació i consolidació d'estructures
Durant els anys 1993 i 1994 es van efectuar al castell un seguit d'intervencions arqueològiques i arquitectòniques per tal d'obtenir dades històriques i ajudar a conservar les restes de murs i altres elements arquitectònics de l'edifici.
Les excavacions van ser fetes per l'empresa Arqueociència SCP entre els mesos d'octubre i desembre de l'any 1993, i les obres de consolidació d'estructures foren a càrrec de l'empresa contractista Dentell i es van dur a terme de gener a maig del 1994.
Totes les actuacions van ser finançades per l'empresa concessionària de la llavors autopista A-19, Autopistas CESA, amb la col·laboració de la Generalitat de Catalunya, l'Ajuntament de Cabrera de Mar i el Museu Comarcal del Maresme (actual Museu de Mataró).
Amb la intervenció arqueològica es pogueren establir tres fases constructives. La primera, d'època romana, entre els segles II i I aC, en què es localitzà les restes d'una cisterna. La segona fase, alt medieval, entre els segles xi i XIV, que correspondria a gran part del recinte sobirà del castell i part del baluard nord del recinte jussà. I finalment, una fase baix medieval a partir del segle xv, que correspondria a gran part del recinte jussà del castell. Aquestes últimes reformes s'atribueixen a l'època en què en fou propietari Pere Joan Ferrer.